# Самір Геззаз
Самір Геззаз (араб. سمير الكزاز, нар. 1 вересня 1980) — марокканський футбольний арбітр.

## Кар'єра
Працював на таких міжнародних змаганнях:
- Юнацький (U-17) кубок африканських націй 2019 (1 матч)
- Кубок африканських націй 2021